# Малая пипа
Малая пипа (лат. Pipa snethlageae) — вид земноводных семейства пиповых, обитающий в Южной Америке. О его распространении и экологии известно немного. Он был зарегистрирован в различных частях центральной Амазонии в Колумбии, Перу, Французской Гвиане и Бразилии. У него плоское и широкое тело и треугольная голова. Он имеет маскировочную окраску, которая позволяет ему маскироваться среди опавших листьев и ила на дне прудов и озер. Спина тёмно-коричневая, брюхо у самок тёмное, а у самцов более светлое. Горло испещрено чёрными пятнами. Самки крупнее самцов.
Это полностью водный вид, обитающий в озерах и постоянных прудах, связанных с лизунцами (соляными жилами, используемыми животными). Питается беспозвоночными и рыбой. Во время размножения икринки оказываются на спине самки, и их почти со всех сторон обрастает материнская кожа, оставляя только прозрачное «окно», через которое выбираются молодые особи. Это вид с прямым развитием, у него нет фазы головастика, поэтому они вылупляются маленькими лягушками.
Видовое название «snethlageae» присвоено в честь первооткрывателя вида, орнитолога Марии Эмилии Снетляге[страница не указана 91 день].